# Tsukuba Circuit
Der Tsukuba Circuit ist ein Motorsportpark mit mehreren Motorsport-Rennstrecken in Shimotsuma, einer Nachbarstadt von Tsukuba in der Präfektur Ibaraki in Japan.

## Geschichte

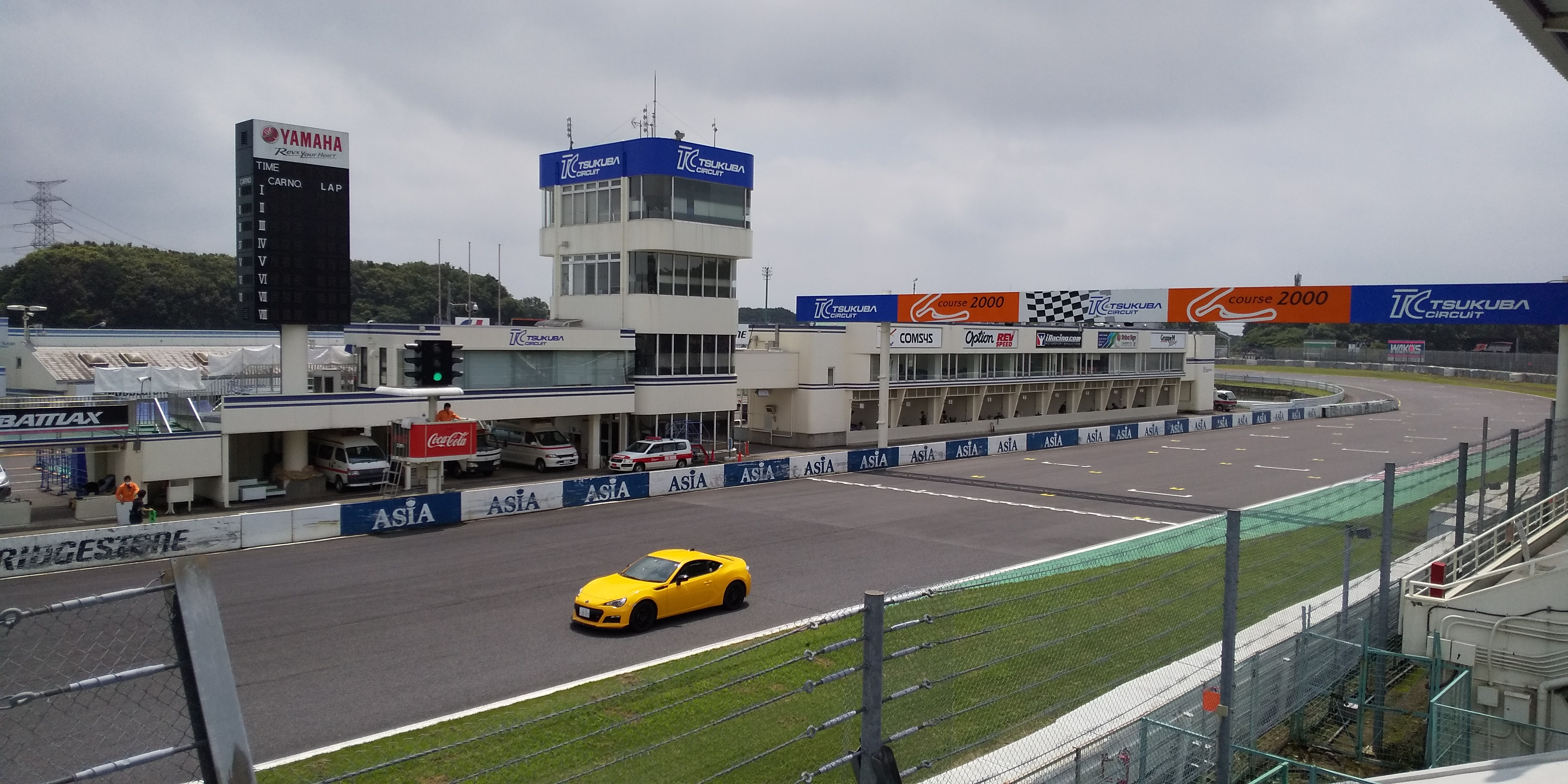
Tsukuba Circuit Startgerade

Die Bauarbeiten der Hauptstrecke wurden 1966 begonnen. Die Eröffnung erfolgte im Juni 1970. Im Jahr 1990 wurde die Schikane für die Motorradvariante anstelle einer bis dahin bestehenden Kurzanbindung eingebaut. Im Jahr 2001 wurde der separate 1000 Kurs auf dem Gelände der zuvor bestehenden Kartstrecke und der Motocross und Endurostrecken (siehe Satellitenbild) gebaut und eröffnet.

## Streckenbeschreibung
Der Tsukuba Circuit umfasst die folgenden Motorsportanlagen:
- „2000 Kurs“: Rennstrecke mit 2,045 km Länge und 10 bis 17 Meter Breite[1], die längste Gerade hat eine Länge von 437 m.[2] Bei Motorradrennen wird eine zusätzliche Schikane durchfahren, wodurch die Streckenlänge auf 2,070 km steigt.
- „1000 Kurs“: Clubrennstrecke mit 1,039 km Länge, 9 Kurven und 11 bis 17 Meter Breite.[3]
- Gymkhana-Skidpane mit einer Streckenfläche von 8.679 m², die im August 2017 neu asphaltiert wurde.
- Tsukuba Auto Race Track: asphaltiertes Oval für Speedway-Veranstaltungen.

## Veranstaltungen
Die Rennstrecke ist regelmäßiger Austragungsort für Läufe der japanischen Motorrad-Meisterschaft der All Japan Road Race Championship, sowie Läufe des D1 Grand Prix einer populären Drift-Rennserie, sowie der All Japan EV-GP Series. 1987 bis 1994 wurden hier Läufe der Japanische Tourenwagen-Meisterschaft ausgetragen und bis 2001 war die Japanische Formel-3-Meisterschaft zu Gast.
Die Strecke gilt als Wiege der sogenannten Timeattack-Wettbewerbe, bei denen es um Bestzeiten im Qualifying-Modus geht. Der offizielle Rekord wurde im Dezember 2017 durch Tomohiko „Under“ Suzuki im Nissan Silvia S15 des Scorch Racing Teams mit 50,366 Sekunden auf Semi-Slicks aufgestellt. Der HKS TRB-03 (Tsukuba Record Breaker) GT86 fuhr Anfang 2018 eine Zeit von 49,445 Sekunden, allerdings auf eigentlich nicht für solche Wettbewerbe gestatteten Slicks, weshalb die Zeit nicht vergleichbar mit anderen Timeattack-Zeiten ist.
Des Weiteren finden hier nationale Club- und Drift-Veranstaltungen sowie Motorradrennen statt.